# Curt Lindström
Curt "Curre" Lindström (* 26. listopadu 1940, Uppsala, Švédsko) je švédský hokejový trenér.

## Kariéra
Vedl tři reprezentační mužstva: Švédska (1983–1985, 1986-1988), Finska (1993–1997) a Lotyšska (2001–2004). Se švédskou reprezentací vyhrál mistrovství světa 1987 (první švédský titul od roku 1962) a získal stříbro na MS 1986. Finy v roce 1995 přivedl k zisku historicky prvního titulu mistrů světa, stříbru na MS 1994 a k bronzové medaili na olympijských hrách v Lillehammeru roku 1994. Je tak jediným trenérem v historii, kterému se podařilo vyhrát mistrovství světa v hokeji se dvěma různými reprezentačními týmy. Lotyše dovedl až do čtvrtfinále na MS, což byl největší hokejový úspěch Lotyšska až do bronzu na MS v roce 2023. Vedle národních týmů trénoval též řadu klubů: Hammarby IF (1972–1976), Södertälje SK (1976–1977), Huddinge IK (1977–1980), IFK Lidingö (1980–1983, 1985–1986), EHC Kloten (1988–1990), EC Hedos München (1990–1992), Hannover Scorpions (1999–2000), MB Hockey (ženský tým; 2000–2001), Ilves (2004–2005), Jokerit (2005–2006). V roce 2005 byl zapleten do daňového skandálu a roku 2006 kvůli tomu musel opustit práci trenéra. V roce 2007 byl odsouzen k podmíněnému trestu a obecně prospěšným pracím. V současné době žije v Thajsku. V roce 2004 byl uveden do finské hokejové síně slávy.